# Gendarmerie nationale

Logo Gendarmerie nationale

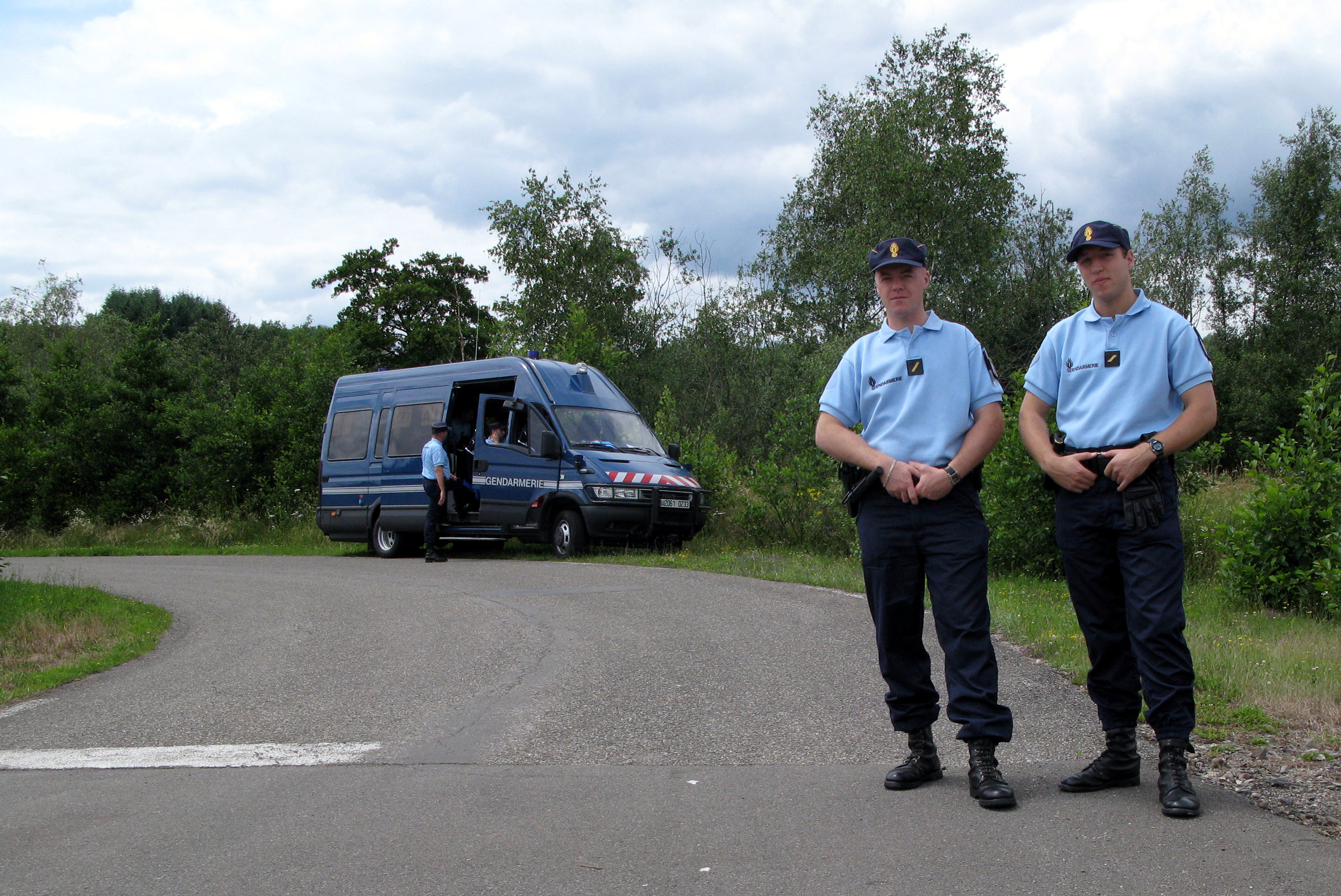
Četníci na patrole se služebním Ivecem (2007)

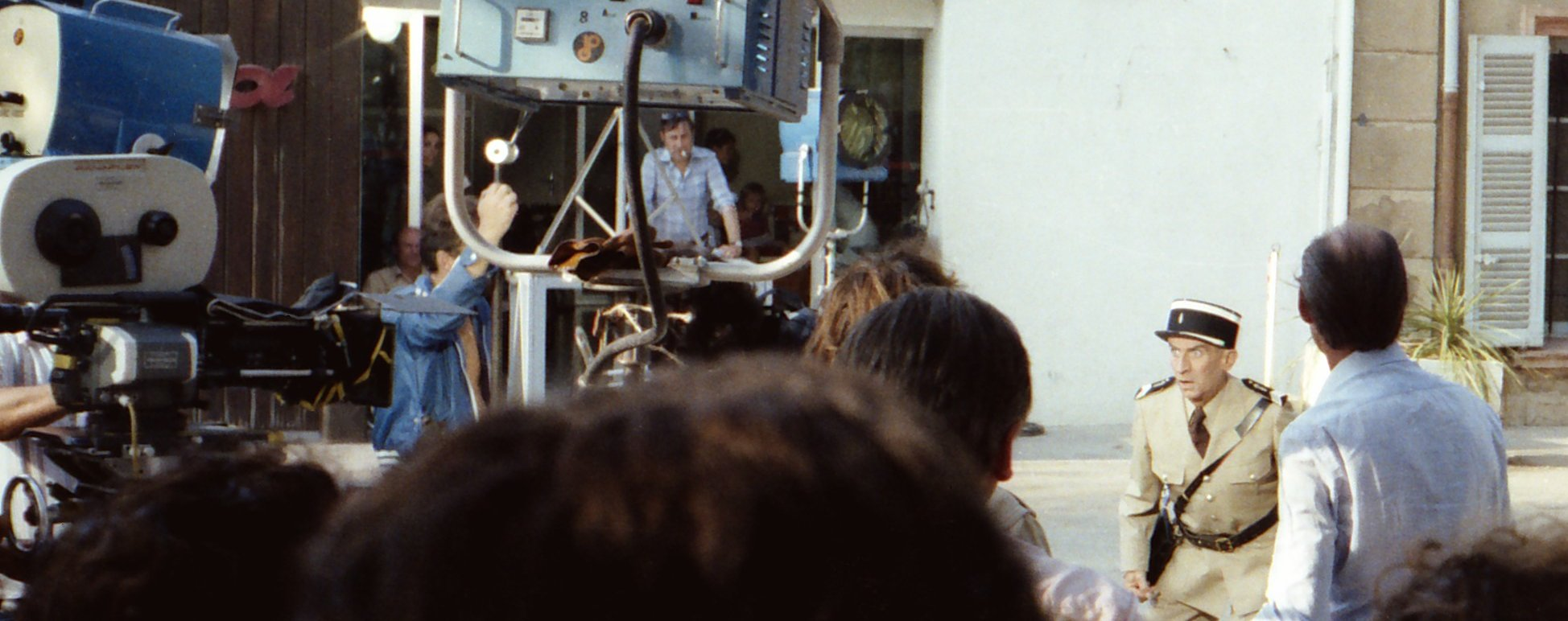
Louis de Funès při natáčení filmu ze série Četníci (1978)

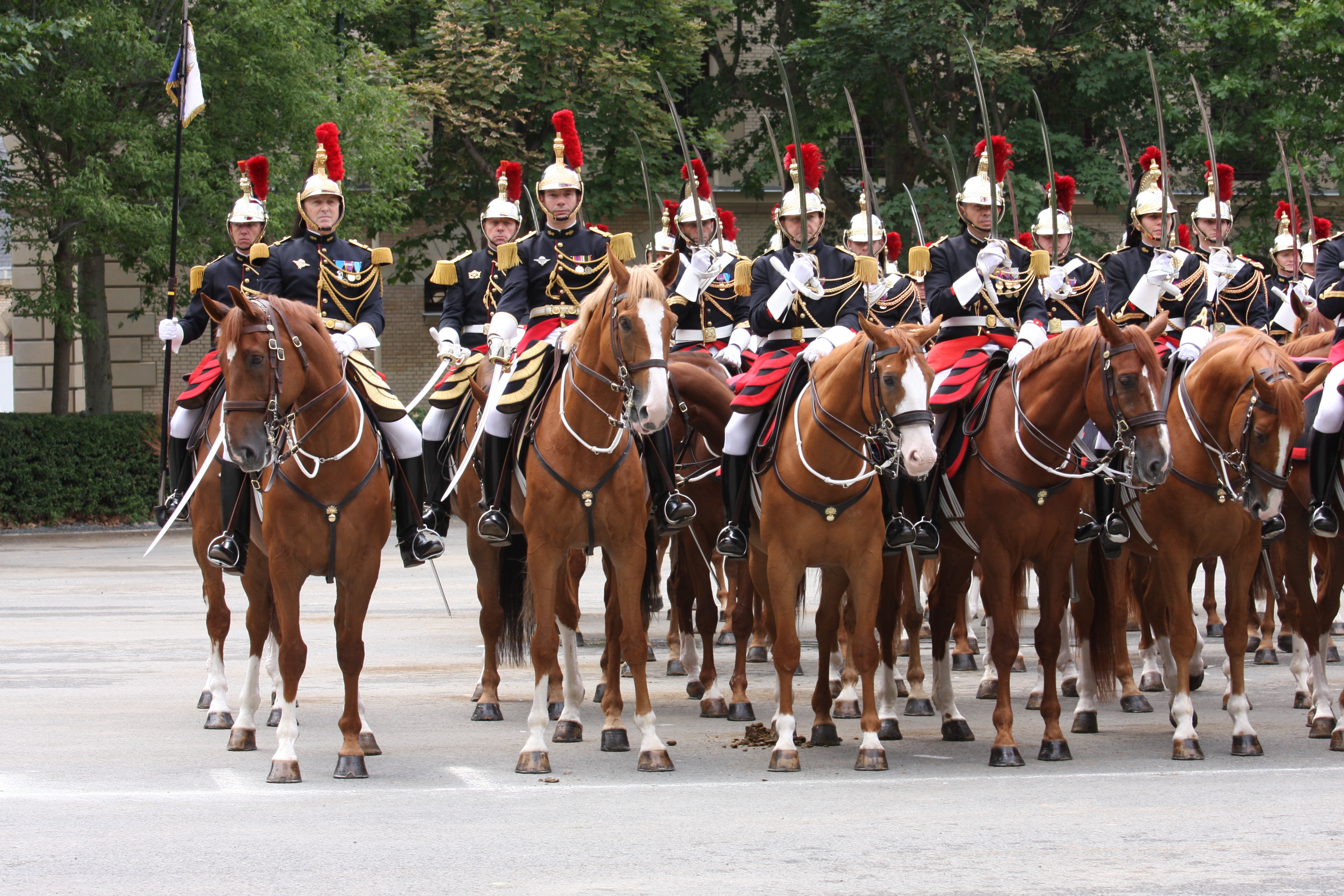
Kavalerie republikánské gardy (součást četnictva, 2012)

Gendarmerie nationale (tj. Národní/Státní četnictvo) je jedním ze dvou celostátních bezpečnostních sborů Francie (společně s národní/státní policií). Gendarmerie je také jednou z francouzských ozbrojených sil, spadá do jurisdikce ministerstva vnitra s dalšími povinnostmi ministerstva ozbrojených sil. Mezi její povinnosti patří policejní dohled nad menšími městy, předměstími a venkovskými oblastmi spolu se speciálními pododděleními, jako je GSPR. Oproti tomu Národní policie je  civilní policejní orgán, který má na starosti policejní dohled nad městy, resp. většími městy. Vzhledem ke svému vojenskému postavení plní Gendarmerie také řadu vojenských a obranných misí, včetně divizí pro potírání počítačové kriminality. Gendarmerie má sílu kolem 102 269 osob (k roku 2018).

## Historie

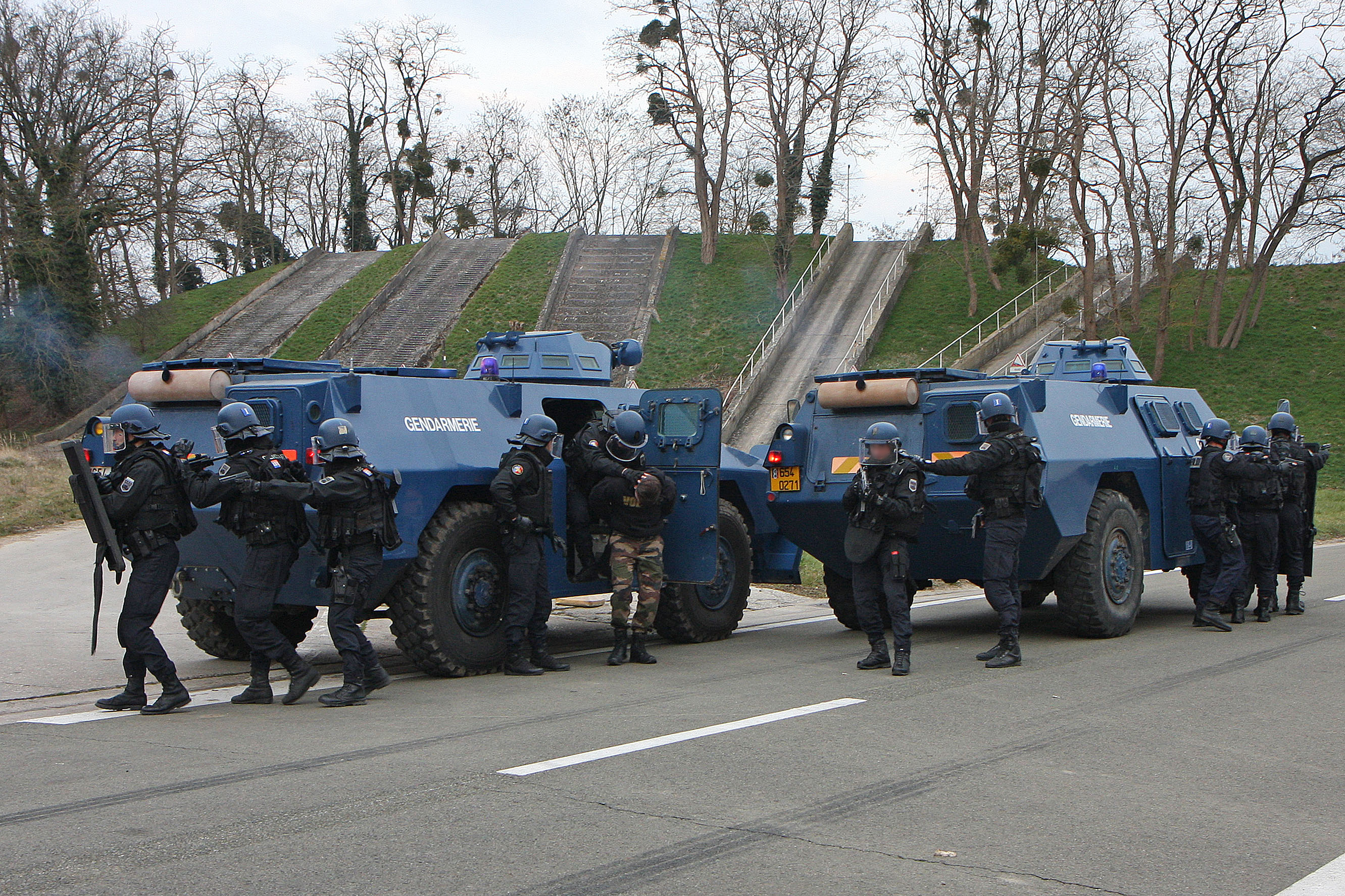
Těžkooděnci četnictva (2016)

Gendarmerie je nástupkyní Maréchaussée, což byl nejstarší policejní sbor ve Francii, jehož historie sahá až do středověku. Gendarmerie ovlivnila kulturu a tradice četnických sil po celém světě, zejména v nástupnických zemích bývalé francouzské koloniální říše.

## Charakteristika
Národní četnictvo je stále někdy označováno jako maréchaussée. Četníkům se také občas říká pandores, což je slangový výraz odvozený z maďarského slova pandur z 18. století pro pohraniční strážce. Symbolem četnictva je stylizovaný granát, obdobný užívají také italští karabiniéři a granátnická garda ve Velké Británii.

## Rozpočet
Rozpočet Gendarmerie na rok 2008 činil přibližně 7,7 miliardy eur.